# Korea Północna na Zimowych Igrzyskach Olimpijskich 1998
Koreę Północną na Zimowych Igrzyskach Olimpijskich 1998 reprezentowało 8 zawodników: dwóch mężczyzn i sześcioro kobiet. Był to szósty start reprezentacji Korei Północnej na zimowych igrzyskach olimpijskich.

## Skład reprezentacji

### Short track
Mężczyźni
| Zawodnik     | Konkurencja    | Eliminacje | Eliminacje | Ćwierćfinały  | Ćwierćfinały  | Półfinały     | Półfinały     | Finał         | Finał         | Pozycja |
| Zawodnik     | Konkurencja    | Czas       | Pozycja    | Czas          | Pozycja       | Czas          | Pozycja       | Czas          | Pozycja       | Pozycja |
| ------------ | -------------- | ---------- | ---------- | ------------- | ------------- | ------------- | ------------- | ------------- | ------------- | ------- |
| Han Sang-guk | Bieg na 500 m  | 44,206     | 4          | Nie awansował | Nie awansował | Nie awansował | Nie awansował | Nie awansował | Nie awansował | 26.     |
| Yun Chol     | Bieg na 500 m  | 45,014     | 4.         | Nie awansował | Nie awansował | Nie awansował | Nie awansował | Nie awansował | Nie awansował | 27.     |
| Han Sang-guk | Bieg na 1000 m | 1:34,220   | 3.         |               |               | nie awansował | nie awansował | nie awansował | nie awansował | 23.     |
| Yun Chol     | Bieg na 1000 m | 1:33,133   | 4.         |               |               | nie awansował | nie awansował | nie awansował | nie awansował | 26.     |

Kobiety
| Zawodnik                                            | Konkurencja     | Eliminacje          | Eliminacje          | Ćwierćfinały              | Ćwierćfinały              | Półfinały                 | Półfinały                 | Finał                     | Finał                     | Pozycja                   |
| Zawodnik                                            | Konkurencja     | Czas                | Pozycja             | Czas                      | Pozycja                   | Czas                      | Pozycja                   | Czas                      | Pozycja                   | Pozycja                   |
| --------------------------------------------------- | --------------- | ------------------- | ------------------- | ------------------------- | ------------------------- | ------------------------- | ------------------------- | ------------------------- | ------------------------- | ------------------------- |
| Jong Ok-myong                                       | Bieg na 500 m   | 46,835              | 3.                  | Dyskwalifikacja           | Dyskwalifikacja           |                           |                           |                           |                           | 16.                       |
| Hwang Ok-sil                                        | Bieg na 500 m   | 46,987              | 3.                  | Nie awansowała            | Nie awansowała            | Nie awansowała            | Nie awansowała            | Nie awansowała            | Nie awansowała            | 22.                       |
| Han Ryon-hui                                        | Bieg na 500 m   | Nie ukończyła biegu | Nie ukończyła biegu | Nie ukończyła konkurencji | Nie ukończyła konkurencji | Nie ukończyła konkurencji | Nie ukończyła konkurencji | Nie ukończyła konkurencji | Nie ukończyła konkurencji | Nie ukończyła konkurencji |
| Han Ryon-hui                                        | Bieg na 1000 m  | 1:34,493            | 3.                  | 1:34,405                  | 4.                        | Nie awansowała            | Nie awansowała            | Nie awansowała            | Nie awansowała            | 13.                       |
| Ho Jong-hae                                         | Bieg na 1000 m  | 1:44,256            | 3.                  | 1:38,546                  | 4.                        | Nie awansowała            | Nie awansowała            | Nie awansowała            | Nie awansowała            | 17.                       |
| Jong Ok-myong                                       | Bieg na 1000 m  | Dyskwalifikacja     | Dyskwalifikacja     | Nie ukończyła konkurencji | Nie ukończyła konkurencji | Nie ukończyła konkurencji | Nie ukończyła konkurencji | Nie ukończyła konkurencji | Nie ukończyła konkurencji | Nie ukończyła konkurencji |
| Jong Ok-myong Ho Jong-hae Hwang Ok-sil Han Ryon-hui | Sztafeta 3000 m |                     |                     |                           |                           | 4:25,126                  | 3.                        | 4:27,030 (finał B)        | 3.                        | 7.                        |

### Łyżwiarstwo szybkie
Kobiety
| Zawodnik     | Konkurencja | Czas 1. biegu | Czas 2. biegu | Czas    | Miejsce |
| ------------ | ----------- | ------------- | ------------- | ------- | ------- |
| Kim Jong-hui | 500 m       | 42,17         | 41,57         | 83,74   | 35.     |
| Kim Jong-hui | 1000 m      |               |               | 1:23,88 | 37.     |
| Kim Ok-hui   | 1000 m      |               |               | 1:23,37 | 36.     |